# Gle Mayang (kulle)
Gle Mayang är en kulle i Indonesien.   Den ligger i provinsen Aceh, i den västra delen av landet, 1 800 km nordväst om huvudstaden Jakarta. Toppen på Gle Mayang är 71 meter över havet.
Terrängen runt Gle Mayang är kuperad österut, men åt sydväst är den platt. Havet är nära Gle Mayang västerut.Runt Gle Mayang är det ganska tätbefolkat, med 149 invånare per kvadratkilometer.